# Юлен (Індіана)
Юлен (англ. Ulen) — місто (англ. town) в США, в окрузі Бун штату Індіана. Населення — 114 особи (2020).

## Географія
Юлен розташований за координатами 40°3′52″ пн. ш. 86°27′48″ зх. д. / 40.06444° пн. ш. 86.46333° зх. д. (40.064439, -86.463288).  За даними Бюро перепису населення США в 2010 році місто мало площу 0,16 км², уся площа — суходіл. В 2017 році площа становила 0,59 км², уся площа — суходіл.

## Демографія
Згідно з переписом 2010 року, у місті мешкало 117 осіб у 49 домогосподарствах у складі 40 родин. Густота населення становила 718 осіб/км².  Було 54 помешкання (331/км²).
Расовий склад населення:
| - 100,0 % — білих |

До двох чи більше рас належало 0,0 %. Частка іспаномовних становила 0,9 % від усіх жителів.
За віковим діапазоном населення розподілялося таким чином: 19,7 % — особи молодші 18 років, 53,8 % — особи у віці 18—64 років, 26,5 % — особи у віці 65 років та старші. Медіана віку мешканця становила 51,8 року. На 100 осіб жіночої статі у місті припадало 105,3 чоловіків;  на 100 жінок у віці від 18 років та старших — 95,8 чоловіків також старших 18 років.
Середній дохід на одне домашнє господарство  становив 139 457 доларів США (медіана — 123 750), а середній дохід на одну сім'ю — 159 335 доларів (медіана — 128 750). За межею бідності перебувало 1,6 % осіб, у тому числі 0,0 % дітей у віці до 18 років та 4,3 % осіб у віці 65 років та старших.
Цивільне працевлаштоване населення становило 66 осіб. Основні галузі зайнятості: освіта, охорона здоров'я та соціальна допомога — 33,3 %, науковці, спеціалісти, менеджери — 25,8 %, фінанси, страхування та нерухомість — 13,6 %, роздрібна торгівля — 9,1 %.